# Serrano (Familienname)
Serrano ist ein spanischer Familienname.

## Namensträger
- Alberto Serrano Dolader (* 1958), spanischer Journalist und Schriftsteller
- Alberto C. Serrano, US-amerikanischer Psychotherapeut
- Alberto Castellón Serrano (* 1956), spanischer Mathematiker, Hochschullehrer und Schriftsteller
- Alejandro Serrano Caldera (* 1938), nicaraguanischer Diplomat
- Amanda Serrano (* 1988), puerto-ricanische Boxerin
- Andres Serrano (* 1950), US-amerikanischer Fotograf und Künstler
- Antonio Serrano (Fußballspieler, 1954) (Antonio Serrano González; * 1954), spanischer Fußballspieler
- Antonio Serrano (Schauspieler) (* 1955), mexikanischer Schauspieler und Regisseur
- Antonio Serrano (Leichtathlet) (* 1965), spanischer Langstreckenläufer
- Antonio Serrano (Musiker) (* 1974), spanischer Mundharmonikaspieler
- Antonio Serrano (Fußballspieler, 1979) (Antonio Carlos Serrano Dávila; * 1979/1980), peruanischer Fußballspieler
- Arturo Serrano Plaja (1909–1979), spanischer Dichter, Romanist und Hispanist
- Beatriz Serrano (* 1989), spanische Schriftstellerin und Journalistin
- Carlos Seco Serrano (1923–2020), spanischer Historiker
- Ciro Alfonso Gómez Serrano (1918–1980), kolumbianischer römisch-katholischer Geistlicher, Bischof von Socorro y San Gil
- David Serrano (* 1968), spanischer Badmintonspieler
- Diego Serrano (* 1973), US-amerikanischer Schauspieler

- Eduardo Serrano (Komponist) (1911–2008), venezolanischer Musiker, Dirigent und Komponist
- Eduardo Serrano (Schauspieler) (* 1942), venezolanischer Schauspieler
- Eduardo Serrano (Filmeditor), Filmeditor
- Eduardo Serrano Iglesias, El Güito (1942–2025), spanischer Tänzer
- Elkin Serrano (* 1984), kolumbianischer Fußballspieler
- Emilia Serrano de Wilson (1834–1923), spanische Schriftstellerin und Journalistin.
- Emilio Serrano (1850–1939), spanischer Komponist
- Enrique Serrano (1891–1965), spanisch-argentinischer Schauspieler
- Enrique Escudero Serrano (1914–1945), spanisch-sowjetischer Militär
- Eugenio Serrano (Unternehmer), spanischer Unternehmer
- Eugenio Serrano Gispert (* 1960), spanischer Handballspieler
- Eva Serrano (* 1978), französische rhythmische Sportgymnastin
- Francisco Serrano, spanische Form von Francisco Serrão († 1521), portugiesischer Kapitän und Entdecker
- Francisco Serrano (Triathlet) (* 1980), mexikanischer Triathlet
- Francisco Serrano (Paläontologe), spanischer Triathlet
- Francisco J. Serrano (1900–1982), mexikanischer Architekt
- Francisco R. Serrano (1889–1927), mexikanischer Revolutionär, General und Politiker
- Francisco Serrano Domínguez (1810–1885), spanischer General und Politiker
- Francisco Serrano (Schriftsteller) (1862–1941), portugiesischer Schriftsteller, Musiker, Ethnograph und Journalist
- Gilberto Serrano (* 1970), venezolanischer Boxer
- Gonzalo Serrano (* 1994), spanischer Radrennfahrer
- Grace Serrano Zameza (* 2006), deutsche Schauspielerin
- Héctor Escobar Serrano (1904–1986), salvadorianischer Politiker und Diplomat
- Humberto Serrano († 2013), argentinischer Schauspieler
- Inma Serrano (* 1968), spanische Liedermacherin
- Irma Serrano (1933–2023), mexikanische Musikerin, Schauspielerin, Drehbuchautorin, Filmproduzentin und Politikerin
- Ismael Serrano (* 1974), spanischer Liedermacher
- J. Francisco Serrano Cacho (* 1937), mexikanischer Architekt
- Jamal Manuel Issa Serrano (* 1996), deutscher Rapper, siehe Jamule
- Javi Serrano (* 2003), spanischer Fußballspieler
- Jennifer Serrano (* 19??), spanische Sängerin
- Jesús Serrano (* 1978), spanischer Trapschütze
- Jesús Serrano Pastor (1902–1997), spanischer Geistlicher, Apostolischer Vikar von Darién
- Joel Serrano (* 1999), puerto-ricanischer Fußballtorhüter
- Jorge Antonio Serrano Elias (* 1945), guatemaltekischer Politiker, Präsident 1991 bis 1993
- José Serrano (Jesuit) (1634–1713), spanischer Ordensgeistlicher
- José Serrano (Politiker) (* 1943), US-amerikanischer Politiker
- José Serrano Simeón (1873–1941), spanischer Komponist
- José Alberto Serrano Antón (* 1942), spanischer Theologe und Missionar, Bischof von Hwange
- José Manuel Serrano (Fußballspieler) (José Manuel Serrano Arenas; * 1981), spanischer Fußballspieler
- José Manuel Serrano (Komponist) (* 1982), argentinischer Komponist
- Josep Serrano (* 1975), andorranischer Fußballspieler
- Josep-Lluís Serrano Pentinat (* 1977), katalanischer römisch-katholischer Geistlicher, Bischof von Urgell und Ko-Fürst von Andorra
- Juan René Serrano (* 1984), mexikanischer Bogenschütze
- Julien Serrano (* 1998), französischer Fußballspieler
- Julieta Serrano (* 1933), spanische Schauspielerin
- Lamberto H. Obregón Serrano (* 1900), mexikanischer Diplomatr
- Laura Cuenca Serrano (* 1987), deutsche Schauspielerin
- Luis Martínez Serrano (1900–1970), spanisch-mexikanischer Pianist, Komponist und Dirigent
- Lupe Serrano (1930–2023), chilenische Tänzerin
- Manuel Serrano (Biomediziner) (* 1964), spanischer Biomediziner
- Manuel Serrano (Baseballspieler) (* 1970), puerto-ricanischer Baseballspieler
- Manuel Serrano (Diplomat) (* 1972), osttimoresischer Diplomat und Nachrichtendienstmitarbeiter
- Manuel Alberca Serrano (* 1951), spanischer Literaturwissenschaftler
- Manuel de Jesús Serrano Abad (1898–1971), ecuadorianischer Geistlicher, Erzbischof von Cuenca
- Manuel Martín Serrano (* 1940), spanischer Soziologe
- Marcela Serrano (* 1951), chilenische Schriftstellerin
- Marcelo Serrano (Marcelo Augusto Silva Serrano, * 1979), brasilianischer Fußballtrainer
- Marcos Serrano (* 1972), spanischer Radrennfahrer
- Marta Serrano (* 2003), spanische Hindernisläuferin
- Matias Nieto Serrano (1813–1902), spanischer Mediziner
- Melanie Serrano (* 1989), spanische Fußballspielerin
- Meryll Serrano (* 1997), norwegisch-philippinische Fußballspielerin
- Miguel Serrano (1917–2009), chilenischer Politiker und Schriftsteller
- Mirsha Serrano (1979–2007), mexikanischer Fußballspieler
- Nestor Serrano (* 1955), US-amerikanischer Schauspieler
- Nico Serrano (* 2003), spanischer Fußballspieler
- Octavio Rivero Serrano (1929–2022), mexikanischer Pneumologe und Hochschullehrer
- Óscar Serrano (Leichtathlet) (Óscar Serrano González; * 1973), spanischer Leichtathlet
- Óscar Serrano (Radsportler) (* 1978), spanischer Radsportler
- Óscar Serrano Gámez (* 1978), spanischer Tennisspieler
- Óscar Serrano Rodríguez (* 1981), spanischer Fußballspieler
- Pablo Serrano (1908–1985), spanischer Bildhauer
- Paul Serrano (1932–2015), US-amerikanischer Jazztrompeter und Toningenieur
- Pedro Serrano (Seefahrer), spanischer Seefahrer
- Pedro Serrano (Gewichtheber) (Pedro Serrano Negrón; 1931–2017), puerto-ricanischer Gewichtheber
- Pedro Serrano (Diplomat), spanischer Diplomat
- Rafael Serrano (* 1987), spanischer Radrennfahrer
- Rafaela Serrano Rodríguez (1862–1938), spanisch-kubanische Pianistin und Musikpädagogin
- Ramón Serrano Súñer (1901–2003), spanischer Politiker
- Ramón Freire y Serrano (1787–1851), chilenischer Politiker und Offizier
- René Serrano (* 1955), chilenischer Fußballspieler
- Ricardo Serrano (* 1978), spanischer Radrennfahrer
- Roger Serrano (* 1991), spanischer Triathlet
- Rolando Serrano (1938–2022), kolumbianischer Fußballspieler
- Rosita Serrano (1914–1997), chilenische Sängerin
- Samuel Serrano (* 1952), puerto-ricanischer Boxer
- Samuel Pulido Serrano (* 1983), spanischer Biathlet
- Sonia Serrano (* 1972), Schweizer Schauspielerin
- Urania Mella Serrano (1899–1945), galicische Politikerin und Feministin